# Likosaari (ö i Mellersta Finland, Jyväskylä, lat 61,99, long 25,67)
Likosaari är en halvö i Finland. Den ligger i sjön Päijänne och i kommunen Jyväskylä i den ekonomiska regionen  Jyväskylä ekonomiska region  och landskapet Mellersta Finland, i den södra delen av landet, 210 km norr om huvudstaden Helsingfors.